# Dienstgrade der sowjetischen Streitkräfte 1943–1955
Im Zeitraum 1943 bis 1955 kam es zu einer Reihe von Veränderungen in den Streitkräften der UdSSR. Das betraf unter anderem Dienstgrade, Rangabzeichen und Uniformen.

## Veränderungen
Mit dem zahlenmäßigen Aufwuchs der Streitkräfte der UdSSR wurden in Waffengattungen Artillerie, Luftstreitkräfte, Luftverteidigung und Panzertruppen, aber auch im Bereich der Einsatzunterstützungstruppen neue Großverbände formiert. Dies ging mit Forderungen bezüglich qualifizierten Führungspersonals, bei entsprechender Ausrichtung des Ranggefüges einher. Die sowjetische Staats- und Parteiführung trug den Gegebenheiten Rechnung durch Einführung neuer Spitzendienstgrade und die Rückkehr zu den traditionellen Rangabzeichen russischer Streitkräfte. Ähnlich den Generalsrängen der Waffengattung der deutschen Wehrmacht und der zaristischen Armee wurden im Bereich der Generalität truppengattungsbezogen verschiedene herausgehobene Dienstgrade unter der Sammelbezeichnung Marschall – bzw. Hauptmarschall mit Zusatz der Truppengattung geschaffen. In diesem Zusammenhang war die Einführung neuer Dienstgradabzeichen in Form von Schulterstücken alternativlos.
Im Januar 1943 wurden die Ränge Marschall der Flieger, Marschall der Artillerie und Marschall der Panzertruppen geschaffen. Im Oktober des gleichen Jahres folgten die entsprechenden Hauptmarschallsränge mit der Erweiterung für die Nachrichtentruppen und Pioniertruppen.
Siehe dazu

## Generalissimus der Sowjetunion
Der Rang Generalissimus der Sowjetunion (russisch Генерали́ссимус Сове́тского Сою́за) wurde gemäß Erlass des Präsidiums des Obersten Sowjets der UdSSR vom 26. Juni 1945 personengebunden für den damaligen Staats- und Parteichef Stalin als Inhaber der Befehls- und Kommandogewalt über alle sowjetischen Streitkräfte geschaffen. Die Vergabe des Ranges war auf Kriegszeiten beschränkt. Ein entsprechender schriftlicher Befehl erging an alle Befehlshaber der Fronten am 27. Juni 1945.

## Dienstgrade und Dienstgradabzeichen Heer und Luftwaffe
Die Einführung neuer Dienstgradabzeichen für Angehörige der Roten Armee erfolgte gemäß Erlass des Präsidiums des Obersten Sowjets der UdSSR vom 6. Januar 1943.
Festgelegt wurden zwei verschiedene Ausführungen von Schulterstücken oder Schulterklappen. Unterschieden wurde hier nach Alltagsgebrauch und Feldeinsatz (Breite 6 cm, Länge 14 bis 16 cm, je nach Konfektionsgröße). Am 15. Januar wurde die Einführung neuer Uniformen verfügt.

### Waffenfarben
Die im Jahre 1935 mit den militärischen Dienstgraden und Dienstgradabzeichen festgelegten spezifischen Waffenfarben wurden weitgehend beibehalten, jedoch kam es auch hier zu Veränderungen.
Die Unterlage der neu eingeführten Schulterklappen bestand aus Wollstoff in truppengattungsspezifischen Grundfarben mit Randpaspelierung. Kommandeure trugen silber- oder goldfarbene Abzeichen der Truppengattung und Sterne.
Waffenfarben Soldaten und Unteroffiziere OR1 bis OR8
Die Unterlage der Schulterklappen hatte eine Grundfarbe, und die Randpaspelierung war ebenfalls farbig gehalten.
- Infanterie allgemein (motorisierter Schütze) –, Unterlage  Himbeerfarben, Paspelierung  Schwarz
- Luftwaffe/ Fliegerei – Himmelblau
- Kavallerie – sattes Blau,  Schwarz
- Artillerie & Panzertruppen –  Schwarz, Rot
- Sanitätstruppe, Veterinärdienst – Dunkelgrün, Rot
- Technische Truppen jeglicher Art –  Schwarz/Schwarz

Waffenfarben Offiziere OF1 bis OF5
- Heer allgemein, Infanterie, motorisierte Schützen und Logistik – Himbeerfarben
- Artillerie, Panzertruppen, Sanitätstruppe und Veterinärdienst – Rot
- Fliegerei/Luftwaffe – Himmelblau
- Kavallerie – Blau
- Technische Truppen jeglicher Art – Schwarz

Waffenfarben Offiziere OF6 bis OF9
- Heer allgemein, Infanterie, motorisierte Schützen und Logistik – Tiefrot (Generalsrot)
- Fliegerei/Luftwaffe – Himmelblau
- alle übrigen Verwendungen – Himbeerfarben

Sonstige Kennzeichnungen
Auf den Schulterklappen (OR1 bis OR6) war jeweils die Regimentsnummer schablonenartig aufgetragen. Die Mitte zeigte das Emblem der Waffengattung bzw. Spezialtruppe. Für Soldaten und Kommandeure der Kampfverbände war das Emblem goldfarben und für alle anderen Militärangehörigen silberfarben.
Mit der Änderung der Rangbezeichnung – beispielsweise von Rotarmist in Soldat – erfolgte gleichzeitig die Umstellung auf die neuen Dienstgradabzeichen.

### Schulterklappen Alltagsgebrauch
Mit der Einführung der Schulterstücke wurde die bis dato rigorose Abkehr von russischen Traditionen aufgegeben.

#### Soldaten und Unteroffiziere
| Soldaten und Unteroffiziere                 | Soldaten und Unteroffiziere | Soldaten und Unteroffiziere | Soldaten und Unteroffiziere        | Soldaten und Unteroffiziere | Soldaten und Unteroffiziere        | Soldaten und Unteroffiziere |
| ------------------------------------------- | --------------------------- | --------------------------- | ---------------------------------- | --------------------------- | ---------------------------------- | --------------------------- |
| Schulterklappen zur Dienstuniform Grundform |                             |                             |                                    |                             |                                    |                             |
| Rangbezeichnung                             | Soldat (Rjadowoi)           | Gefreiter (Jefreitor)       | Unteroffizier (Mladschi serschant) | Feldwebel (serschant)       | Oberfeldwebel (Starschi serschant) | Stabsfeldwebel (Starschina) |
| Emblem                                      | Soldat (Rjadowoi)           |                             |                                    |                             | Oberfeldwebel (Starschi serschant) |                             |
| Waffenfarbe                                 | Infanterie mot. Schützen    | Luftwaffe                   | Kavallerie                         | Panzertruppen               | Sanitätstruppe, Veterinärdienst    | Technische Truppen          |

#### Offiziere bis Armeegeneral
| Bezeichnung                               | Offiziere & Kommandeure            | Offiziere & Kommandeure | Offiziere & Kommandeure           | Offiziere & Kommandeure | Offiziere & Kommandeure | Offiziere & Kommandeure       | Offiziere & Kommandeure  | Höhere Kommandeure & Befehlshaber | Höhere Kommandeure & Befehlshaber | Höhere Kommandeure & Befehlshaber   | Höhere Kommandeure & Befehlshaber | Höhere Kommandeure & Befehlshaber |
| ----------------------------------------- | ---------------------------------- | ----------------------- | --------------------------------- | ----------------------- | ----------------------- | ----------------------------- | ------------------------ | --------------------------------- | --------------------------------- | ----------------------------------- | --------------------------------- | --------------------------------- |
| Schulterstück zur Dienstuniform Grundform |                                    |                         |                                   |                         |                         |                               |                          |                                   |                                   |                                     |                                   |                                   |
| Rangbezeichnung                           | Unterleutnant (Mladschi leitenant) | Leutnant (Leitenant)    | Oberleutnant (Starschi leitenant) | Hauptmann (Kapitan)     | Major (Major)           | Oberstleutnant (Podpolkownik) | Oberst (Polkownik)       | Generalmajor (General-major)      | Generalmajor (General-major)      | Generalleutnant (General-leitenant) | Generaloberst (General-polkownik) | Armeegeneral (General armii)      |
| Emblem                                    |                                    |                         |                                   |                         |                         |                               |                          |                                   |                                   |                                     |                                   |                                   |
| Waffenfarbe                               | Artillerie                         | Intendantur- dienst     | Luftwaffe                         | Panzertruppen           | Kavallerie              | Technische Truppen            | Infanterie mot. Schützen | Heer (allgemein)                  | Luftwaffe                         | Luftwaffe                           | Heer (allgemein)                  | Heer (allgemein)                  |

#### Marschall bis Generalissimus
| Bezeichnung                               | Marschall … & Hauptmarschall … bis Marschall der Sowjetunion | Marschall … & Hauptmarschall … bis Marschall der Sowjetunion | Marschall … & Hauptmarschall … bis Marschall der Sowjetunion | Marschall … & Hauptmarschall … bis Marschall der Sowjetunion | Marschall … & Hauptmarschall … bis Marschall der Sowjetunion | Marschall … & Hauptmarschall … bis Marschall der Sowjetunion | Marschall … & Hauptmarschall … bis Marschall der Sowjetunion |
| ----------------------------------------- | ------------------------------------------------------------ | ------------------------------------------------------------ | ------------------------------------------------------------ | ------------------------------------------------------------ | ------------------------------------------------------------ | ------------------------------------------------------------ | ------------------------------------------------------------ |
| Schulterstück zur Dienstuniform Grundform |                                                              |                                                              |                                                              |                                                              |                                                              |                                                              |                                                              |
| Rangbezeichnung                           | Marschall der Artillerie                                     | Marschall der Flieger                                        | Marschall der Panzer- truppen                                | Marschall der Nachrichten- truppe                            | Marschall der Pionier- truppen                               | Hauptmarschall der Waffengattung                             | Marschall der Sowjetunion, Generalissimus der Sowjetunion    |
| Emblem                                    |                                                              |                                                              |                                                              |                                                              |                                                              | Hauptmarschall der Waffengattung                             | Marschall der Sowjetunion, Generalissimus der Sowjetunion    |

#### Offiziere
Schulterklappen Alltagsgebrauch 
| Bezeichnung                               | Offiziere & Kommandeure            | Offiziere & Kommandeure            | Offiziere & Kommandeure | Offiziere & Kommandeure           | Offiziere & Kommandeure  | Offiziere & Kommandeure | Offiziere & Kommandeure       | Offiziere & Kommandeure  |
| ----------------------------------------- | ---------------------------------- | ---------------------------------- | ----------------------- | --------------------------------- | ------------------------ | ----------------------- | ----------------------------- | ------------------------ |
| Schulterstück zur Dienstuniform Grundform |                                    |                                    |                         |                                   |                          |                         |                               |                          |
| Rangbezeichnung                           | Unterleutnant (Mladschi leitenant) | Unterleutnant (Mladschi leitenant) | Leutnant (Leitenant)    | Oberleutnant (Starschi leitenant) | Hauptmann (Kapitan)      | Major (Major)           | Oberstleutnant (Podpolkownik) | Oberst (Polkownik)       |
| Waffenfarbe                               | Technische Truppen                 | Luftwaffe                          | Panzertruppen           | Artillerie                        | Infanterie mot. Schützen | Technische Truppen      | Luftwaffe                     | Infanterie mot. Schützen |

### Schulterklappen Feldeinsatz

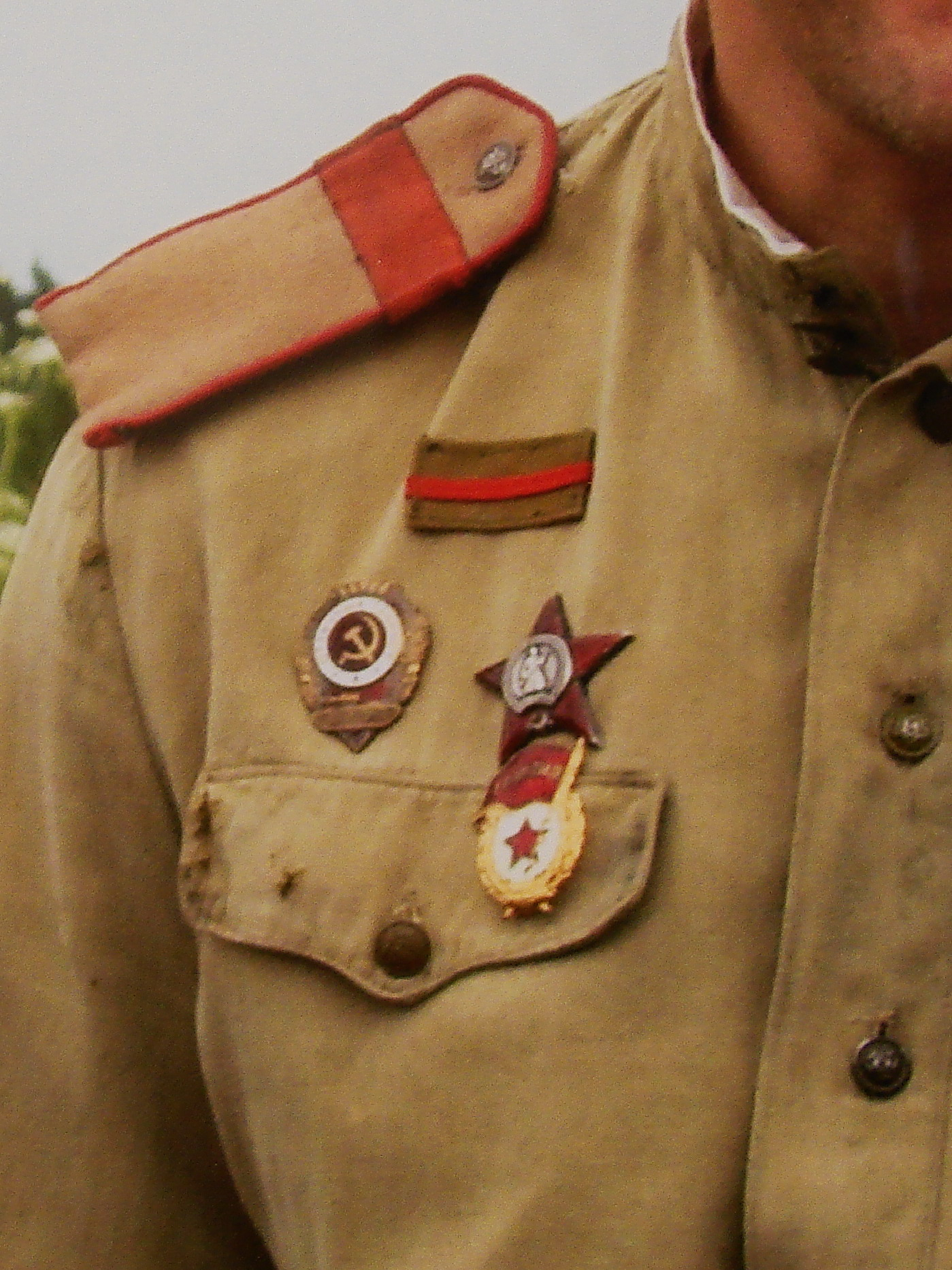
Schulterklappe Oberfeldwebel

Die Schulterklappen für Felddienstuniformen aller Waffengattungen waren aus Wollstoff. Die Unterlage war gedeckt  Khakifarben und die Paspelierung war in der Waffenfarbe der Truppengattung gehalten.
Farben der Randpaspelierung
- Infanterie, motorisierter Schütze – Himbeerfarben
- Fliegerei/Luftwaffe – Himmelblau
- Kavallerie – Blau
- Artillerie und Panzertruppen – Rot
- Sanitätstruppe, Veterinärdienst – Dunkelgrün
- Technische Truppen jeglicher Art – Schwarz

Die Schulterklappen wurden sowohl in der Roten Armee von 1943 bis 1946, als auch in der Sowjetarmee von 1946 bis 1955 verwendet. Erst danach wurden Form und Aussehen geändert.

#### Soldaten und Unteroffiziere (1943–1946)
| Schulterklappen zur Felduniform              | Soldaten und Unteroffiziere | Soldaten und Unteroffiziere | Soldaten und Unteroffiziere        | Soldaten und Unteroffiziere | Soldaten und Unteroffiziere        | Soldaten und Unteroffiziere                  |
| -------------------------------------------- | --------------------------- | --------------------------- | ---------------------------------- | --------------------------- | ---------------------------------- | -------------------------------------------- |
| Infanterie                                   |                             |                             |                                    |                             |                                    |                                              |
| Kavallerie                                   |                             |                             |                                    |                             |                                    |                                              |
| Luftwaffe                                    |                             |                             |                                    |                             |                                    |                                              |
| Artillerie, Panzertruppen, Kraftwagentruppen |                             |                             |                                    |                             |                                    |                                              |
| Medizinische- und Veterinärdienste           |                             |                             |                                    |                             |                                    |                                              |
| Technische Truppen                           |                             |                             |                                    |                             |                                    |                                              |
| Rangbezeichnung                              | Soldat (Rjadowoi)           | Gefreiter (Jefreitor)       | Unteroffizier (Mladschi serschant) | Feldwebel (serschant)       | Oberfeldwebel (Starschi serschant) | Stabsfeldwebel (Hauptfeldwebel) (Starschina) |

#### Offiziere bis Armeegeneral (1943–1946)
| Bezeichnung                                | Offiziere & Kommandeure            | Offiziere & Kommandeure | Offiziere & Kommandeure           | Offiziere & Kommandeure | Offiziere & Kommandeure | Offiziere & Kommandeure       | Offiziere & Kommandeure | Höhere Kommandeure & Befehlshaber | Höhere Kommandeure & Befehlshaber   | Höhere Kommandeure & Befehlshaber | Höhere Kommandeure & Befehlshaber | Höhere Kommandeure & Befehlshaber |
| ------------------------------------------ | ---------------------------------- | ----------------------- | --------------------------------- | ----------------------- | ----------------------- | ----------------------------- | ----------------------- | --------------------------------- | ----------------------------------- | --------------------------------- | --------------------------------- | --------------------------------- |
| Schulterstück zur Felduniform (Infanterie) |                                    |                         |                                   |                         |                         |                               |                         |                                   |                                     |                                   |                                   |                                   |
| Rangbezeichnung                            | Unterleutnant (Mladschi leitenant) | Leutnant (leitenant)    | Oberleutnant (Starschi leitenant) | Hauptmann (Kapitan)     | Major (Major)           | Oberstleutnant (Podpolkownik) | Oberst (Polkownik)      | Generalmajor (General-major)      | Generalleutnant (General-leitenant) | Generaloberst (General-polkownik) | Armeegeneral (General armii)      |                                   |

#### Marschall bis Generalissimus (1943–1946)
| Bezeichnung                   | Marschall der … (Waffengattung) | Marschall der … (Waffengattung) | Marschall der … (Waffengattung) | Marschall der … (Waffengattung) | Marschall der … (Waffengattung) | Hauptmarschall der … (Waffengattung) | Hauptmarschall der … (Waffengattung) | Hauptmarschall der … (Waffengattung) | Hauptmarschall der … (Waffengattung) | Hauptmarschall der … (Waffengattung) | Marschall, Generalissimus der Sowjetunion                 |
| ----------------------------- | ------------------------------- | ------------------------------- | ------------------------------- | ------------------------------- | ------------------------------- | ------------------------------------ | ------------------------------------ | ------------------------------------ | ------------------------------------ | ------------------------------------ | --------------------------------------------------------- |
| Schulterstück zur Felduniform | Februar–November 1943 · 1943    | Februar–November 1943 · 1943    | Februar–November 1943           |                                 |                                 |                                      |                                      |                                      |                                      |                                      |                                                           |
| Rangbezeichnung               | Marschall der Artillerie        | … der Flieger                   | … der Panzer- truppen           | … der Nachrichten- truppe       | … der Pionier- truppen          | … der Artillerie                     | Hauptmarschall der Flieger           | … der Panzer- truppen                | … der Nachrichten- truppe            | … der Pionier- truppen               | Marschall der Sowjetunion, Generalissimus der Sowjetunion |

## Dienstgrade und Dienstgradabzeichen Kriegsmarine
Mit Erlass des Präsidiums des Obersten Sowjets der UdSSR vom 15. Februar 1943 über „Dienstgradabzeichen der Seekriegsflotte“ wurde die Einführung von Schulterstücken verfügt.

### Offiziere und Flaggoffiziere
| Bezeichnung                                         | Offiziere & Kommandeure            | Offiziere & Kommandeure | Offiziere & Kommandeure           | Offiziere & Kommandeure             | Offiziere & Kommandeure               | Offiziere & Kommandeure               | Offiziere & Kommandeure              | Flaggoffiziere & Befehlshaber | Flaggoffiziere & Befehlshaber | Flaggoffiziere & Befehlshaber | Flaggoffiziere & Befehlshaber             | Flaggoffiziere & Befehlshaber             |
| --------------------------------------------------- | ---------------------------------- | ----------------------- | --------------------------------- | ----------------------------------- | ------------------------------------- | ------------------------------------- | ------------------------------------ | ----------------------------- | ----------------------------- | ----------------------------- | ----------------------------------------- | ----------------------------------------- |
| Schulterstück zur Dienstuniform Grundform           |                                    |                         |                                   |                                     |                                       |                                       |                                      |                               |                               |                               |                                           |                                           |
| Schulterstück zur Dienstuniform Grundform (Pionier) |                                    |                         |                                   |                                     |                                       |                                       |                                      |                               |                               |                               |                                           |                                           |
| Ärmelabzeichen zum Uniformrock                      |                                    |                         |                                   |                                     |                                       |                                       |                                      |                               |                               |                               |                                           |                                           |
| Rangbezeichnung                                     | Unterleutnant (Mladschi leitenant) | Leutnant (Leitenant)    | Oberleutnant (Starschi leitenant) | Kapitänleutnant (Kapitan-leitenant) | Korvettenkapitän (Kapitan 3-go ranga) | Fregattenkapitän (Kapitan 2-go ranga) | Kapitän zur See (Kapitan 1-go ranga) | Konteradmiral (Kontr-admiral) | Vizeadmiral (Wize-admiral)    | Admiral (Admiral)             | Flottenadmiral (Admiral flota, 1943–1945) | Flottenadmiral (Admiral flota, 1945–1953) |